# الطاقة الشمسية في ولاية تكساس

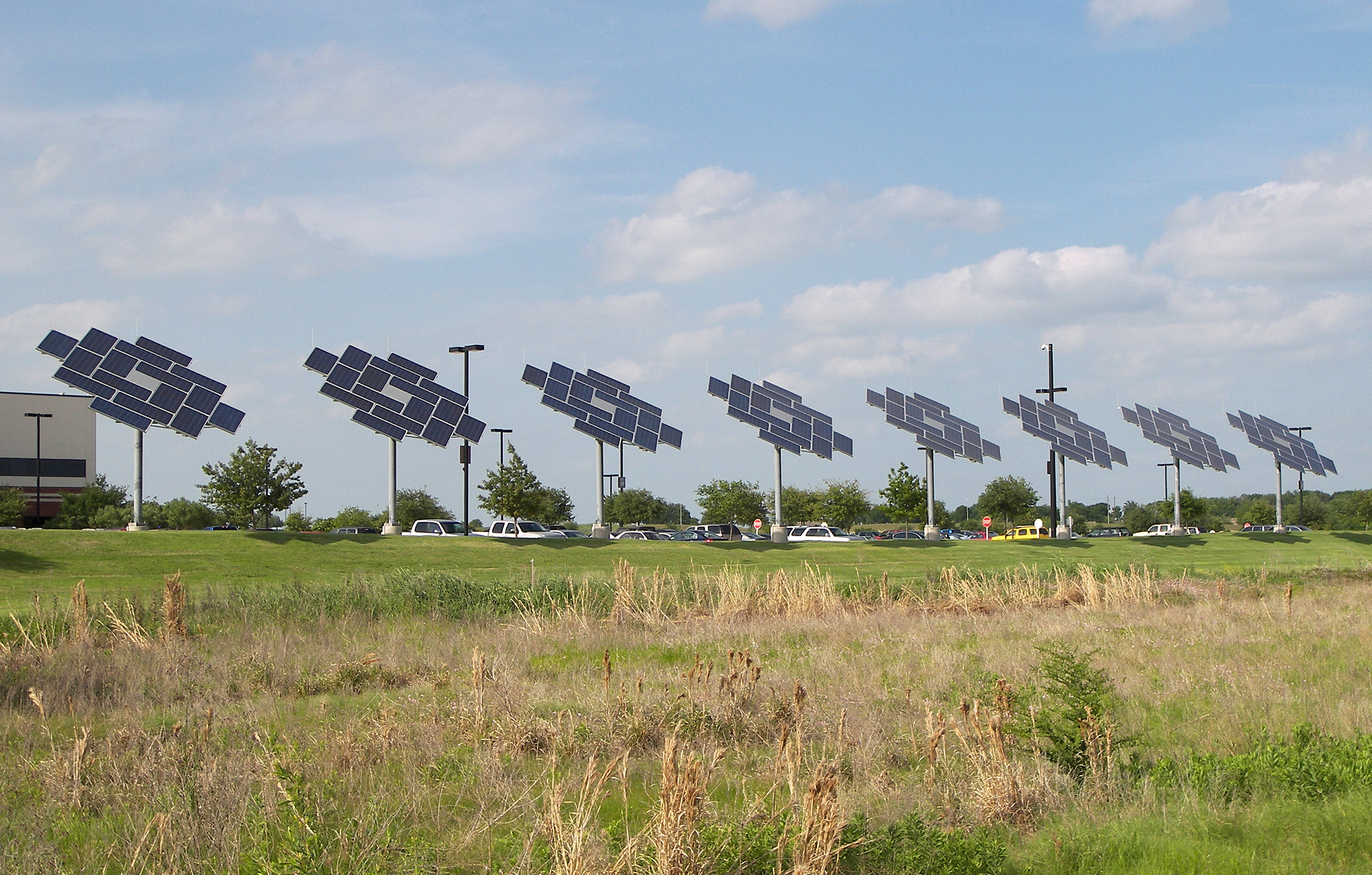
لواح الطاقة الشمسية في أوستن

الطاقة الشمسية في تكساس، وهي جزء من إجمالي الطاقة في تكساس، تشمل محطات الطاقة الشمسية على نطاق المرافق وكذلك التوليد الموزع محليًا، ومعظمه من الخلايا الكهروضوئية على الأسطح. يحتوي الجزء الغربي من الولاية على وجه الخصوص على مساحات وافرة من الأراضي المفتوحة، مع بعض من أكبر إمكانات الطاقة الشمسية وطاقة الرياح في البلاد. يتم تشجيع أنشطة التنمية هناك أيضًا من خلال التصاريح البسيطة نسبيًا وقدرة النقل الكبيرة المتاحة.

## مزارع الطاقة الشمسية

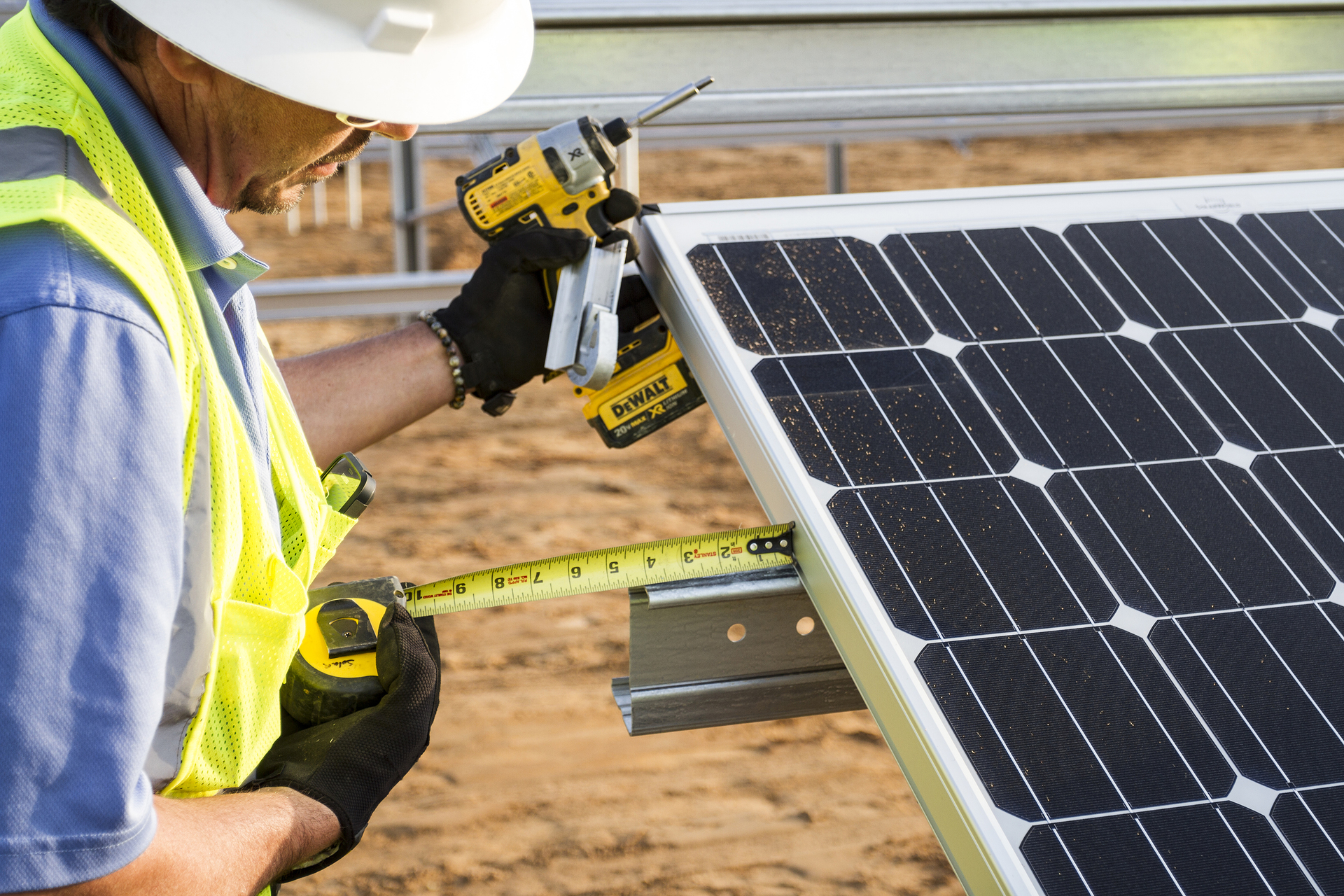
تركيب الألواح الشمسية في محطة CoServ للطاقة الشمسية بقدرة 2 ميجاوات في كروجرفيل، تكساس.

زادت قدرة المزارع الشمسية الكبيرة في تكساس بشكل كبير في السنوات الأخيرة. بدأت المنشآت التي يتراوح حجمها بين 5 و50 ميغاواط في الوصول إلى الإنترنت في جميع أنحاء الولاية بين عامي 2010 و2015. منذ ذلك الحين، جرى بناء مزارع أكبر بشكل تدريجي في المقاطعات الغربية، مع التعاقد على الكهرباء من قبل المرافق التي تخدم المناطق الوسطى والشرقية الأكثر كثافة سكانية. أكبر ثلاثة مرافق تشغيل اعتبارًا من 2018 هي 180 ميغاواط أبتون مزرعة في مقاطعة أبتون، روسيروكو 157ميجاواط  روسيروك و154ميغاواط في مزارع مقاطعة بيكوس. كما تستمر المنشآت الأصغر من قبل الأفراد والتعاونيات والشركات في إضافة سعة كبيرة، مع بعض كبار المقاولين في الولاية بما في ذلك Meridian Solar وLonghorn Solar وAxium Solar وNative.

## إحصائية

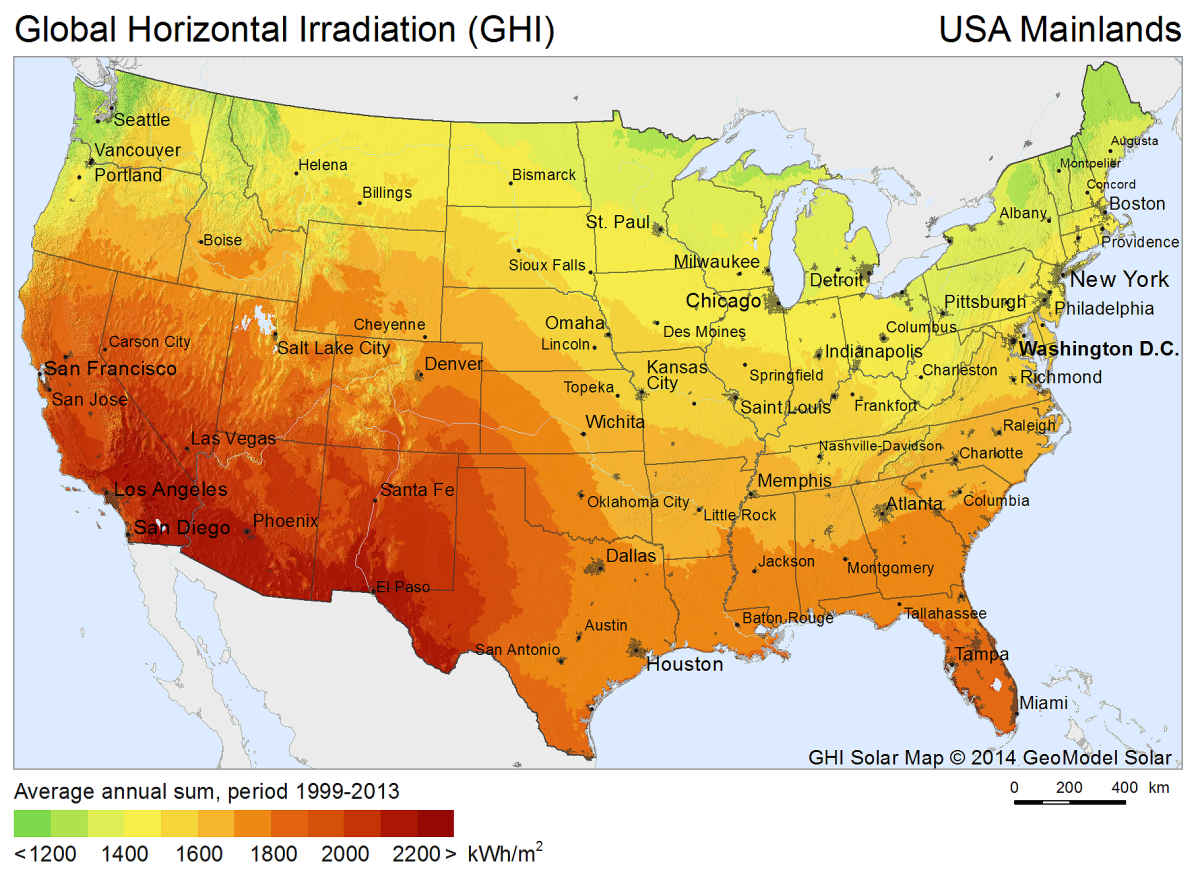
متوسط التشمس الشمسي

### القدرة المركبة
| السعة الكهروضوئية المتصلة بالشبكة (ميجاوات) | السعة الكهروضوئية المتصلة بالشبكة (ميجاوات) | السعة الكهروضوئية المتصلة بالشبكة (ميجاوات) | السعة الكهروضوئية المتصلة بالشبكة (ميجاوات) |
| العام                                       | السعة                                       | التغيير                                     | نسبة التغيير                                |
| ------------------------------------------- | ------------------------------------------- | ------------------------------------------- | ------------------------------------------- |
| 2007                                        | 3.2                                         |                                             |                                             |
| 2008                                        | 4.4                                         | 1.2                                         | 38٪                                         |
| 2009                                        | 8.6                                         | 4.2                                         | 95٪                                         |
| 2010                                        | 34.5                                        | 25.9                                        | 301٪                                        |
| 2011                                        | 85.6                                        | 51.1                                        | 148٪                                        |
| 2012                                        | 140.3                                       | 54.7                                        | 64٪                                         |
| 2013                                        | 215.9                                       | 75.6                                        | 54٪                                         |
| 2014                                        | 387                                         | 129                                         | 79٪                                         |
| 2015                                        | 594                                         | 207                                         | 53٪                                         |
| 2016                                        | 1،269                                       | 675                                         | 113٪                                        |
| 2017                                        | 1،982                                       | 713                                         | 56٪                                         |
| 2018                                        | 2،925                                       | 943                                         | 48٪                                         |
| 2019                                        | 4324.3                                      | 1،399.3                                     | 48٪                                         |
| 2020                                        | 7،784.6                                     | 3،460.3                                     | 80٪                                         |
| 2021                                        | 13،844.9                                    | 6060.3                                      | 78٪                                         |

### التوليد

#### مقياس المنفعة
باستخدام البيانات المتاحة من وكالة معلومات الطاقة الأمريكية السنوية للطاقة الكهربائية لعام 2017 و"مستعرض بيانات الطاقة الكهربائية الشهرية"، تلخص الجداول التالية وضع الطاقة الشمسية في تكساس.
| العام | المنشأت | القدرة الصيفية | مؤشر القدره | النمو السنوي لقدرة التوليد |
| ----- | ------- | -------------- | ----------- | -------------------------- |
| 2018  | 52      | 1،948.2        | 0.196       | 57.1٪                      |
| 2017  | 39      | 1،240.2        | 0.201       | 114٪                       |
| 2016  |         | 578.9          | 0.144       | 82٪                        |
| 2015  |         | 317.9          | 0.144       | 71٪                        |
| 2014  |         | 185.7          | 0.173       |                            |

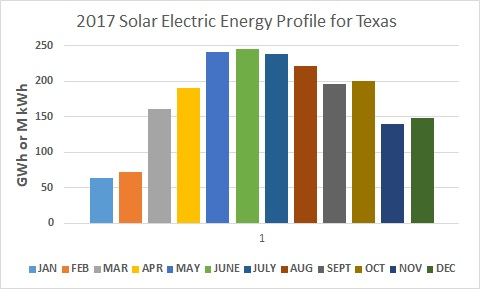
2017 ملف توليد الطاقة الشمسية TX

تم حساب عامل السعة لكل عام من قدرة الصيف في نهاية العام.
بيانات 2018 مأخوذة من شركة الكهرباء الشهرية وهي عرضة للتغيير.

#### التوزيع
بدءًا من عام البيانات 2014، قدرت إدارة معلومات الطاقة (EIA) توليد الطاقة الشمسية الموزعة والطاقة الشمسية الموزعة. تقيم هذه التقييمات غير المتعلقة بالمرافق العامة أن تكساس ولدت الكميات التالية من الطاقة الشمسية الإضافية:
| العام | القدرة الصيفية (MW) | الطاقة الكهربائية (GWh أو M. كيلوواط ساعة) |
| ----- | ------------------- | ------------------------------------------ |
| 2020  | 1092.6              | 1612                                       |
| 2019  | 670.5               | 1001                                       |
| 2018  | 474.7               | 715                                        |
| 2017  | 309.1               | 476                                        |
| 2016  | 277.1               | 391                                        |
| 2015  | 147.2               | 223                                        |
| 2014  | 96                  | 141                                        |

### الإمكانات
إن تغطية نصف السقف بنسبة 10٪ من الخلايا الكهروضوئية بكفاءة كافية لتوليد كل الكهرباء التي تستخدمها عائلة متوسطة في تكساس. تعد مزارع الطاقة الشمسية أكثر فعالية من حيث التكلفة في غرب تكساس، حيث تكون مستويات التشمس أعلى. تستخدم الولايات المتحدة حوالي 100 100 وحدة حرارية بريطانية كوادريليون (29000 تيراواط ساعة) من الطاقة كل عام. ومن المتوقع أن ينخفض هذا الرقم بنسبة 50٪ بحلول عام 2050 بسبب زيادة الكفاءة. تكساس لديها القدرة على توليد 22،787 تيراواط / سنة، أكثر من أي ولاية أخرى، من 7.743 تيراواط من محطات الطاقة الشمسية المركزة، باستخدام 34 ٪ من تكساس، و131.2 تيراواط ساعة / سنة من 97.8 جيجاواط من الألواح الكهروضوئية على الأسطح، 34.6 ٪ من الكهرباء المستخدمة في الولاية عام 2013. مزرعة سيمسون الشمسية التي تبلغ طاقتها 1310 ميغاوات قيد الإنشاء في شمال شرق تكساس.
بلغ استهلاك الكهرباء في تكساس في عام 2010 358.458 تيراواط ساعة، أكثر من أي ولاية أخرى، و9.5٪ من إجمالي الولايات المتحدة.

## أنظر أيضا
- طاقة الرياح في ولاية تكساس
- الطاقة الشمسية في الولايات المتحدة
- الطاقة المتجددة في الولايات المتحدة